# Heaven Vienna
Heaven Vienna ist das am längsten bestehende House-Clubbing in Wien. Es findet derzeit in unregelmäßigen Abständen an verschiedenen Locations statt.

## Geschichte
Die Veranstaltung wurde im Herbst 1989 vom Architekten Walter Bauer (später bei AGPro) als Heaven Gay Night Vienna im U4 begründet. Als Namensgeber stand das Heaven in London Pate, welches 1979 eröffnet wurde und in kurzer Zeit zur größten Schwulendisco Europas wurde. Es war der erste echte House Club in Wien und fand immer am Donnerstag, einem kommerziell schlechten Ausgehtag, statt. Die erste Leitung hatte Arthur Singer über, dessen Schwester Karin Löffler damals Managerin des U4 war. Johannes Hoschek begann als Kellner im Heaven und wurde später Mitveranstalter. Holger Thor (alias „Miss Candy“), der mit Singer und Löffler befreundet war, begann dort als Türsteher, half immer öfter aus, kümmerte sich dann auch um die Flyer, die Shows und vieles andere. Singer hatte eines Tages genug vom Nachtleben und fragte Thor, ob er die Veranstaltung nicht übernehmen wolle. Ab 1993 leitete Thor das Heaven, zuerst mit Walter Häusler und später allein.
Lange Zeit war das U4 die Location des Heaven. Nach einem Brand dort gastierte es um 1992 herum eine Zeit lang in der Arena. Nach dem zweiten Brand im U4 sowie nach dessen behördlicher Schließung wegen nicht erfüllter Auflagen im Jahre 2005 gastierte es in der Diskothek Volksgarten. Nach Differenzen mit der dortigen Leitung ging es 2006 in geringerer Frequenz und an verschiedensten Wochentagen auf Wanderung durch unterschiedliche Locations, gastierte vorübergehend auch wieder im neueröffneten U4 mit Behave! und landete schließlich im März 2007 samstags, am besten Ausgehtag, im altehrwürdigen, aber auf Vordermann gebrachten Camera Club. 1992 fand erstmals der Rosenball, die Alternative zum Wiener Opernball, im Rahmen von Heaven statt. Seit Beginn des Life Balls hostet das Team jährlich im Arkadenhof auch die größte Ball-Disco dort. Als Experiment wurde im Jahre 2001 auch eine Doppel-CD in Zusammenarbeit mit einer großen Plattenfirma herausgebracht. Anlässlich der Veröffentlichung ging Heaven damals in fast ganz Österreich (exklusive Kärnten) auf Tour. Holger Thor ist mit dem Kreativ-Team von Heaven und als Miss Candy auch auf anderen Veranstaltungen präsent.
Für die musikalische Unterhaltung sorgen neben dem Resident-DJ-Team auch immer wieder prominente Gast-DJs aus dem In- und Ausland. Als Gäste durfte man schon Jean-Paul Gaultier, Grace Jones, Boy George, Right Said Fred, Marcus Schenkenberg und andere begrüßen.
War der Club zu Beginn als Heaven Gay Night Vienna eine „gay only“-Underground-Veranstaltung und zwischendurch auch eine Zeit lang „gay and lesbian only“, so öffnete er schon nach einigen Jahren seine Tore auch für alle „FreundInnen von Schwulen“ und wurde mehr queer, was auch durch die Namensänderung auf Heaven Vienna zum Ausdruck kommt. Viele Menschen haben dort ihre Berührungsängste zu Schwulen verloren. Für andere war er eine niederschwellige Einstiegshilfe für Menschen mit Coming-out-Problemen, was schon 1994 in der Stadtzeitschrift „Falter“ vermerkt wurde.